# Ciudad Universitaria de Buenos Aires

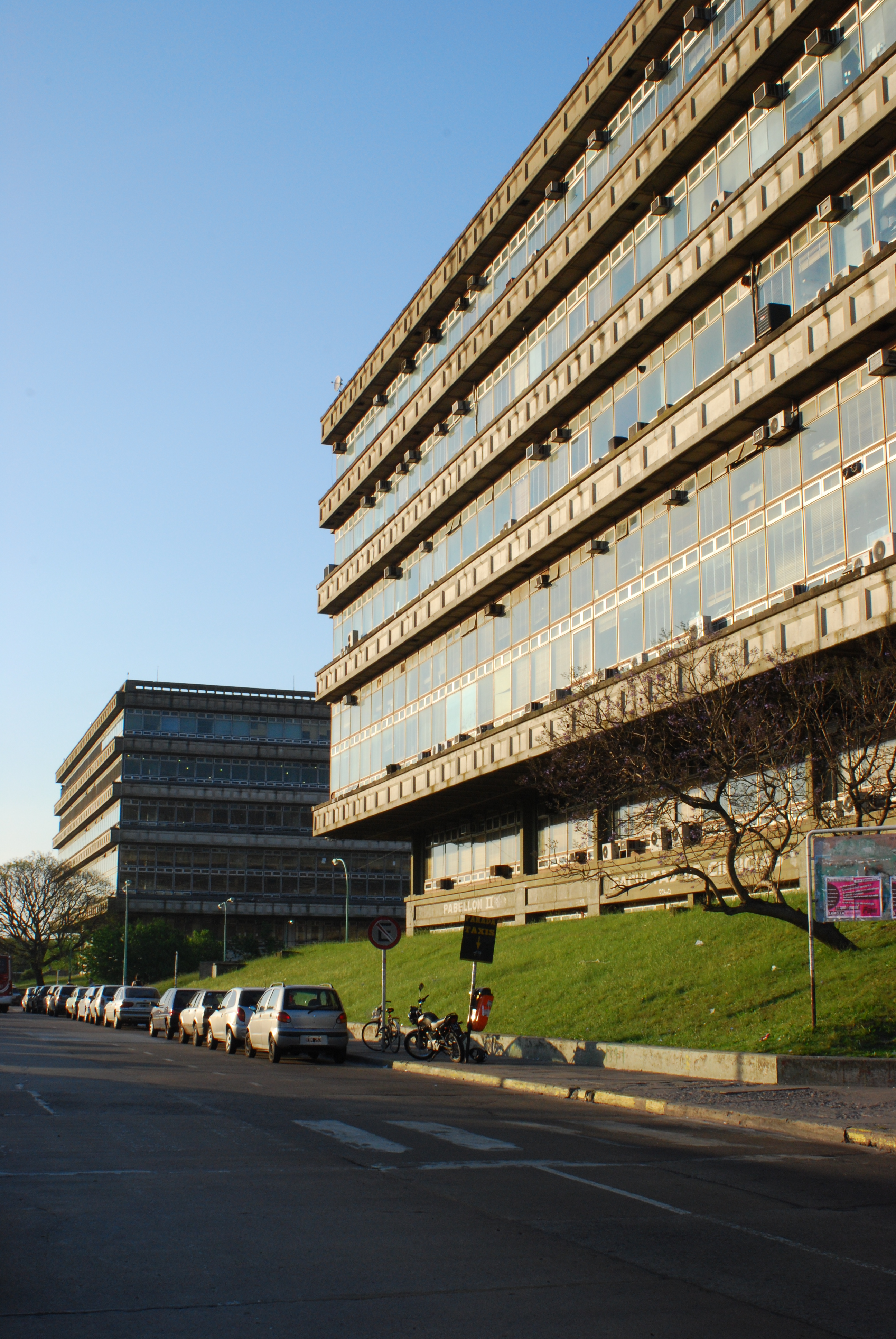
Pabellones II y III en la Ciudad Universitaria.

La Ciudad Universitaria de Buenos Aires, o simplemente Ciudad Universitaria, es un campus urbano de la Universidad de Buenos Aires, sede de sus facultades de Arquitectura y Diseño, Ciencias Exactas, el Instituto de Astronomía y Física del Espacio, el Instituto de Geocronología y Geología Isotópica. En Ciudad Universitaria se desarrollan también actividades de índole científica, a través de sus institutos asociados al CONICET.
En Ciudad Universitaria se encuentran el campo de deportes de la universidad, y una de las reservas ecológicas de Buenos Aires.

## Historia
Creada en 1821, la Universidad de Buenos Aires tuvo su primera sede en los edificios de la calle Perú 222, 272 y 294, en la histórica manzana conocida luego como Manzana de las Luces, antes destinada a la orden jesuita. Aún en la década de 1950, algunas de sus facultades seguían teniendo que utilizar estos antiguos y reducidos inmuebles para desarrollar sus actividades. Varias veces a lo largo de la primera mitad del siglo XX se habían barajado propuestas para instalar una Ciudad Universitaria en distintos puntos de Buenos Aires, e incluso en 1939 se desarrolló un proyecto para construirla en los terrenos del actual Aeroparque Jorge Newbery.

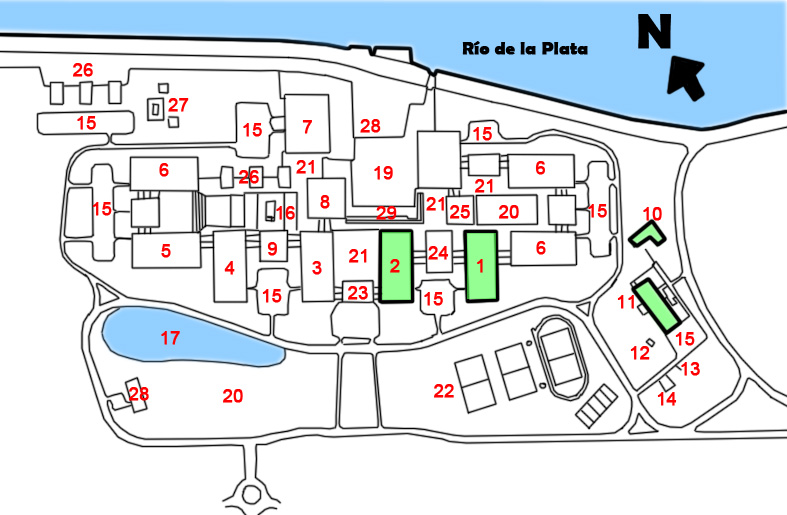
Plano del proyecto original (1959). En verde, los únicos edificios construidos.

En 1956, la UBA desarrolló un plan de modernización que implicó la creación de la Comisión de Construcción de la Ciudad Universitaria, formada por académicos y arquitectos como Alberto Prebisch.
Su creación se debió a la necesidad de dar a las facultades más postergadas un espacio para instalarse adecuado para sus requerimientos tanto en dimensiones como en funcionalidad. De esta forma se concebiría un plan para entregar los distintos edificios de la Ciudad Universitaria a las facultades más perjudicadas establecidas en un orden de prioridad, de tal forma que el primer pabellón se destinaría a la Facultad de Ciencias Exactas y Naturales, el segundo a Filosofía y Letras, el tercero a Arquitectura y Urbanismo y el cuarto a Ciencias Económicas. También se construirían allí el Rectorado y la Biblioteca Central.
En agosto de 1958, durante la administración del rector Risieri Frondizi, un decreto del Poder Ejecutivo cedió definitivamente a la Universidad terrenos ganados al Río de la Plata mediante el relleno de la franja costera del barrio de Belgrano, que habían sido elegidos por la Comisión. Se siguió un plano presentado por el arquitecto suizo Le Corbusier en 1938 (en colaboración con Ferrari Hardoy y Kurchan), y reenmarcado en el Plan Regulador de la Ciudad de Buenos Aires de 1962. Varias alternativas habían sido desarrolladas en las décadas anteriores, incluyendo una que ubicaba al complejo en la zona de Puerto Nuevo.

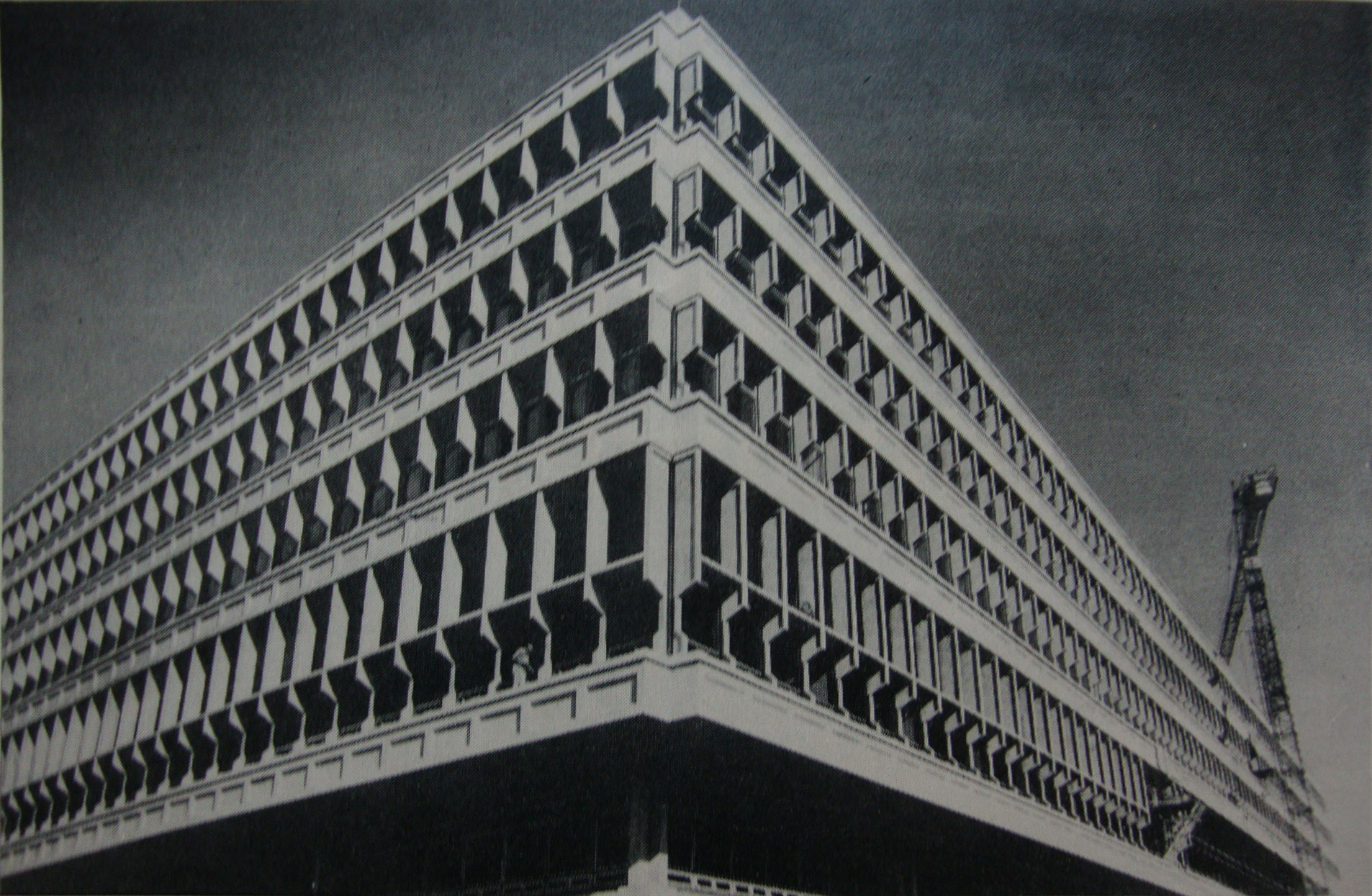
Pabellón II en construcción (ca.1969)

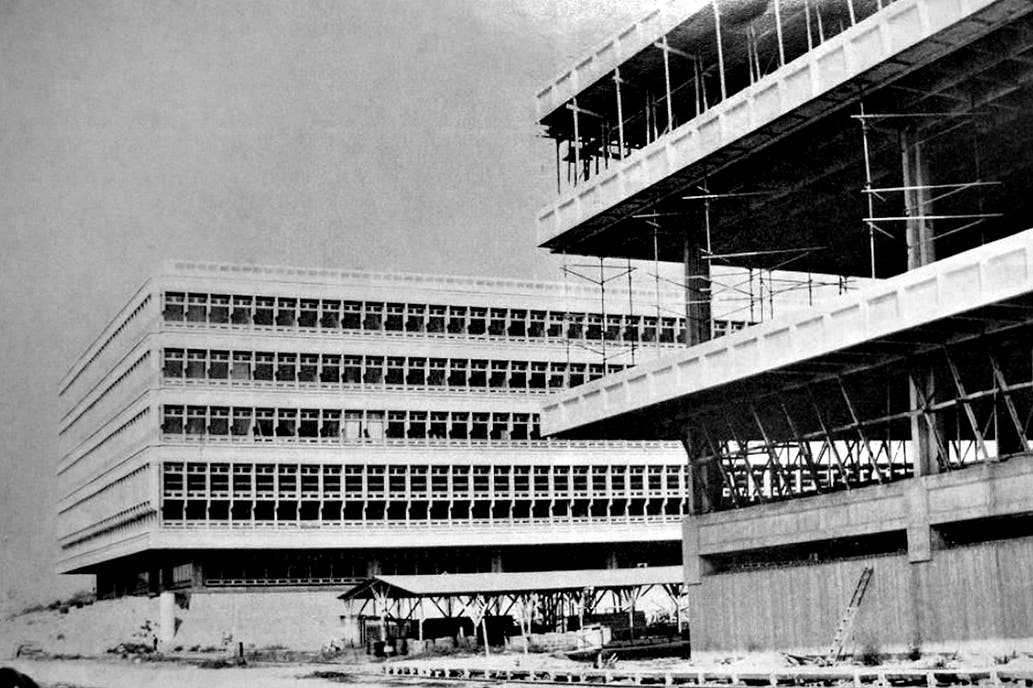
Ciudad Universitaria en 1969. A la derecha, el Pabellón III en construcción. A la izquierda, el Pabellón II ya habilitado.

El primer proyecto definitivo fue elaborado en 1959, por un equipo de la Facultad de Arquitectura y Urbanismo (FAU) de la misma Universidad de Buenos Aires, formado por los arquitectos Francisco y Raúl Rossi, Elio Vivaldi, Enrique Massarotti, Alberto Trozzoli y Florencio Alvo. De este plan original sólo se construirían los Pabellones I e Industrias, con diferencia entre los estilos y materiales de estos y de los que vendrían luego. sin embargo el primer proyecto fue desechando por el gobierno de facto de José María Guido y se decidió llamar a un concurso de propuestas, donde resultaron ganadores los arquitectos argentinos radicados en EE. UU. Eduardo Catalano y Horacio Caminos, junto con el ingeniero Federico Camba. Al año siguiente fueron aprobados los planos del nuevo proyecto, y comenzaron las obras del Pabellón I, que alojaría a los departamentos de Matemática, Física y Meteorología de la Facultad de Ciencias Exactas y Naturales. Este primer edificio, de menor volumen, fue ya terminado en 1961 y alojó también al Instituto de Cálculo, con su pionera computadora Ferranti Mercury apodada “Clementina”. Rápidamente, estuvo también inaugurado el Pabellón de Industrias, que alojó materias compartidas por la Facultad de Ciencias Exactas y Naturales, y la de Ingeniería.
Prosiguieron los trabajos de relleno costero, construyendo defensas y secando el espacio interno, mientras la firma Petersen, Thiele y Cruz comenzaba en 1964 la edificación del primer pabellón de gran volumen (Pabellón II), destinado a los departamentos de Química, Biología y Geología de la Facultad de Ciencias Exactas y Naturales. Este edificio comenzó a ocuparse en 1967 y tuvo que alojar imprevistamente a la Facultad de Arquitectura y Urbanismo en su segundo piso, luego de que la sede de aquella se incendiara.
El Pabellón III, originalmente reservado para la Facultad de Filosofía y Letras fue redestinado para Arquitectura y Urbanismo, que comenzó a ocuparlo en 1971. Un año antes, el Pabellón II estaba ya finalizado. Mientras tanto, comenzaba la construcción del Pabellón IV, futura Facultad de Filosofía y Letras; y se planeaba iniciar luego el Pabellón V. La segunda etapa del proyecto comprendía una ampliación de los terrenos ganados al río, donde se emplazarían las facultades de Ciencias Económicas, Ingeniería, Agronomía y Veterinaria, Derecho y Ciencias Sociales, el Rectorado, la Biblioteca, un Auditorio y seis edificios de vivienda para docentes y empleados.
Sin embargo, la construcción de los siguientes edificios fue súbitamente suspendida luego del golpe cívico-militar de 1976 deteniendo el plan de obras que sólo materializó los cimientos y columnas del subsuelo del pabellón IV. En el caso del Pabellón IV, sólo se hicieron los cimientos y columnas del nivel subsuelo, pero el sitio fue abandonado y al día de hoy permanece abandonado a la intemperie. Numerosos proyectos para concluirlos se presentaron a lo largo de los años, el último de ellos en 2006, cuando se llamó a un concurso de ideas para el Pabellón V como sede de la Facultad de Psicología. El estudio Diéguez-Fridman resultó ganador, pero la obra no fue concretada.
Por otra parte, durante la década de 1980 se construyeron edificios más pequeños junto al Pabellón I, para dos institutos del CONICET: el Instituto de Astronomía y Física del Espacio (IAFE), diseñado por el arquitecto Rodolfo Livingston en 1981 y terminado en 1984, y el Instituto de Geocronología y Geología Isotópica (INGEIS) inaugurado también en 1984.

### Plan de Urbanización

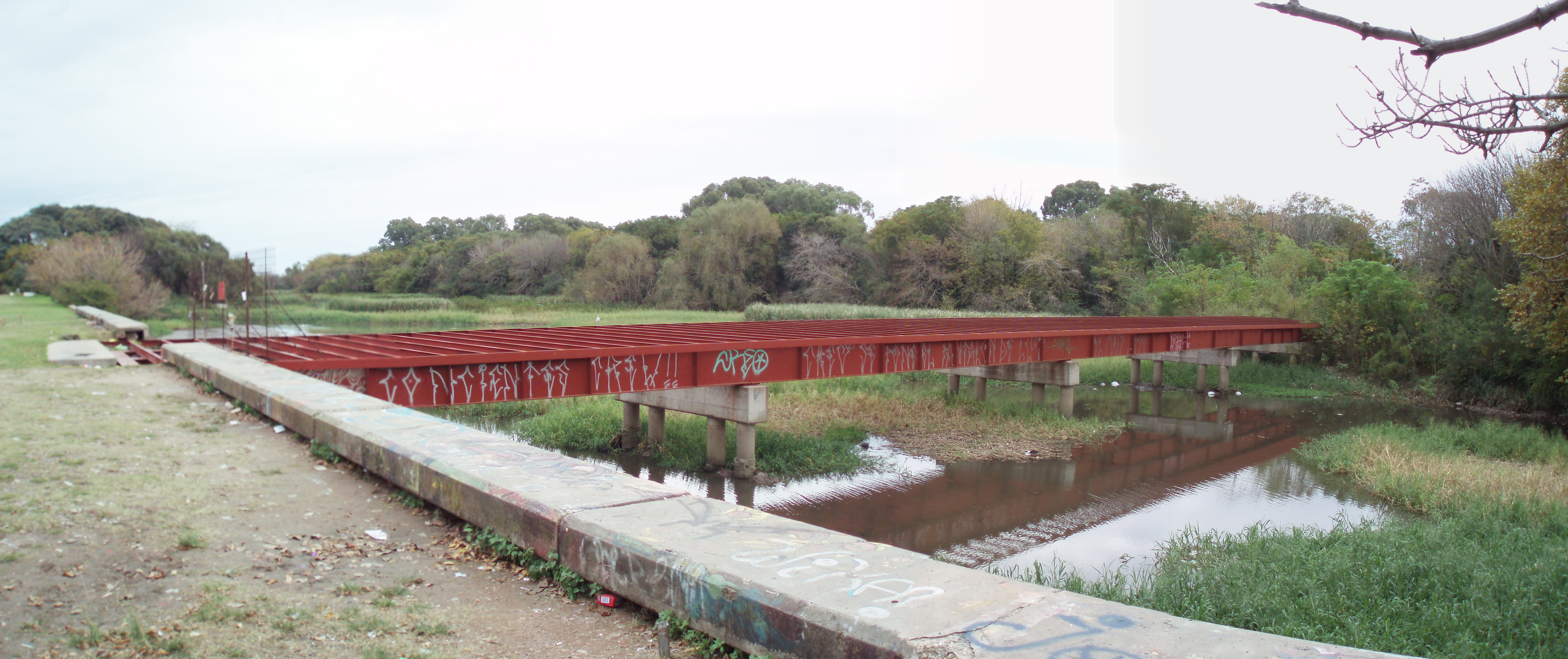
El "puente rojo" es una estructura inconclusa que cruza el "pantano" desde el 2006.

Luego de haber quedado inconclusa y funcionando de manera precaria durante casi diez años, la Secretaría de Hábitat Universitario de la FADU diseñó en 1986 un Plan de Urbanización en el cual participaron Mederico Faivre, Carlos Maffeis, María Cecilia Ceim, Mario Sacco y otros arquitectos.
Este plan incluía la construcción de una nueva estación ferroviaria para mejor acceso al predio, una pasarela peatonal que la conectase con los Pabellones 2 y 3, un conjunto de viviendas para estudiantes y profesores, dos parques públicos, un predio ferial y otras mejoras. De este proyecto solo se construyó el nuevo acceso de la FADU en 1988, y se comenzó a armar un puente que quedó abandonado.
Los dos parques proyectados quedaron paralizados hasta las siguientes décadas, cuando se construyó en 2005 el Parque de la Memoria. A mayo de 2015, la administración de la Ciudad Universitaria era ejercida por la Universidad de Buenos Aires, acorde a la ley de autonomía de las universidades de 1918, a través de la Superintendencia Ciudad Universitaria.

### IFIBYNE, CIMA y “Cero más Infinito”
A mediados de 2008 se realizó el concurso de anteproyectos para la construcción de un pabellón independiente que funcionara como sede del Instituto de Fisiología, Biología Molecular y Neurociencias (IFiByNe). Cerrado en octubre de ese año, se declaró ganadora la propuesta de los arquitectos Ana Paula Saccone y Mariano González Moreno (miembros del personal del estudio MSGSSS). Luego de los pliegos de licitación demorados, las obras comenzaron finalmente en marzo de 2011, financiadas con préstamo del Banco Interamericano de Desarrollo (BID).
El 18 de febrero de 2011, el arquitecto uruguayo Rafael Viñoly y Sebastián Ceria, CEO de una compañía de software de Nueva York y egresado de la UBA, se reunieron con la presidenta Cristina Fernández de Kirchner para presentar la propuesta de construcción de un anexo para la Facultad de Ciencias Exactas y Naturales, mediante una donación a realizar por Ceria. El proyecto diseñado por el estudio de Viñoly fue titulado "Cero más infinito" ya que esa sería la forma de los dos patios internos del nuevo anexo del Pabellón I, que quedaría enfrentado al viejo edificio.
A comienzos de 2013, la UBA y el CONICET empezaron la construcción del Centro de Investigaciones del Mar y la Atmósfera (CIMA), una ampliación sobre el primer piso del pabellón del INGEIS.
La construcción del pabellón Cero más infinito se inició en 2016 y finalizó a fines de 2019. Debido a la Pandemia de Covid-19, comenzó a albergar clases en 2022.

### Estación Ciudad Universitaria
En 2015, se inauguró la obra de la Estación Ciudad Universitaria del Ferrocarril Belgrano Norte.
Durante 2015 se avanzó con la puesta en valor del centro educativo, donde se construyeron estacionamientos, refugios de colectivos, espacios verdes, bicisendas y una estación ferroviaria.

## Ubicación y disposición de la Ciudad Universitaria

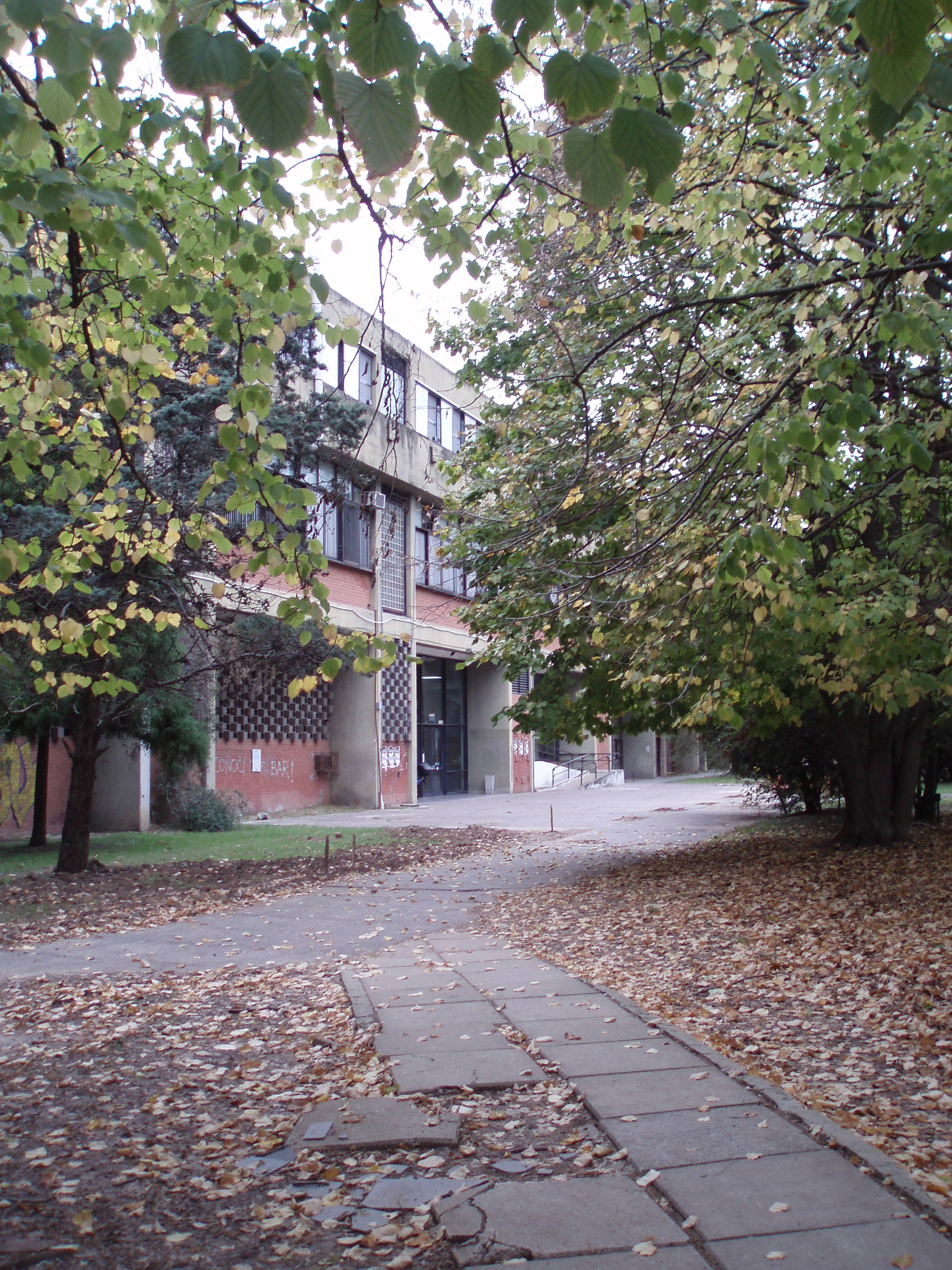
El sector de los pabellones más antiguos se destacaba por su arboleda frondosa.

La Ciudad Universitaria está ubicada en el barrio porteño de Belgrano (si bien frecuentemente se la considera situada en el vecino barrio de Núñez), entre el Club Atlético River Plate y el Río de la Plata, cerca del Aeroparque Jorge Newbery y de las Avenidas Avenida Lugones/Int. Cantilo y Costanera Rafael Obligado.
Dentro de la Ciudad, las dos facultades ocupan tres edificios conocidos comúnmente como pabellones. Los pabellones I y II corresponden a la FCEN y el III a la FADU, los dos últimos situándose uno al lado del otro, mientras que el primero está separado por aproximadamente setecientos metros. En el subsuelo del pabellón III y en ciertas áulas del pabellón II se desarrollan también los cursos correspondientes al Ciclo Básico Común. Alrededor del pabellón I se encuentran el Pabellón de Industrias, el INGEIS y el IAFE.
Los modos de acceso más comunes a la Ciudad Universitaria son, además del automóvil particular, el colectivo (líneas 28 33 34 37 42 45 107 160 166) y el tren. La estación más cercana es Estación Ciudad Universitaria, correspondiente a la línea Belgrano Norte operada por la empresa Ferrovías.
En los primeros tiempos la Ciudad Universitaria fue incorporada en sus recorridos por unas pocas líneas de colectivos, y fue solo con el paso de los años que otras empresas crearon ramales especiales para acercar a los estudiantes a este espacio marginal dentro del eje de Buenos Aires. En 1988 se realizaron importantes obras de adecuación, ampliando la avenida de acceso mediante la instalación de un jardín central que separó dos vías de circulación simple, facilitando la circulación de los colectivos y sumando espacio para estacionamiento de automóviles. También fue en ese momento en que se construyó el puente peatonal sobre las avenidas Cantilo y Lugones, conectando el acceso peatonal a la Ciudad Universitaria con la estación Scalabrini Ortiz y la Avenida Figueroa Alcorta.
La UBA proporcionó entre los años 2005 y 2006, además, un servicio de transporte gratuito entre los tres pabellones (Transporte Interno Ciudad Universitaria) por medio de autobuses.

## Parques naturales
Dentro del predio de Ciudad Universitaria, existe un vasto sector que se extiende detrás de los pabellones II y III, hasta la ribera, con su camino de sirga, del Río de la Plata. Son terrenos ganados a la costa mediante relleno con escombros durante las décadas de 1960 y 1970, y quedaron abandonados luego de la paralización del proyecto durante la última dictadura (1976-1983). A ello se sumaron los escombros de la AMIA.

## La ciudad vuelve a mirar al río
Durante las últimas décadas, esa importante porción de tierras fue progresivamente ocupada por una densa vegetación silvestre, que creció de manera similar a la de la Reserva Ecológica Costanera Sur, mediante la hidrodinámica del río y sus afluentes. En este proceso se combinaron especies locales como espinillos, alisos de río y talas, con implantadas como eucaliptos, fresnos y álamos plateados.
Los terrenos rellenados conforman una "lengua" que encierra una bahía artificial, conocida como el pantano, adonde ha llegado a instalarse una interesante fauna, especialmente numerosas especies de aves (desde patos y garzas a caranchos y tordos) y algunos mamíferos como ratones, coipos y murciélagos.
Existen desde la década de 1990 demorados proyectos legislativos para declarar a todo este predio "Parque Natural y Reserva Ecológica Ciudad Universitaria", debido a su valor ecológico y natural, e incluso su utilidad para el alumnado de la Facultad de Ciencias Exactas y Naturales. Sin embargo, se enfrentaron dos visiones opuestas a comienzos de 2006, cuando el Gobierno de la Ciudad de Buenos Aires inició las obras de un llamado "Parque Natural", que significarían la destrucción de buena parte del hábitat silvestre para parquizar el área y transformarla en un lugar recreativo, conectado con el Parque de la Memoria y continuándose con el Parque de los Niños, y así conformando un eje costero de parques públicos.
Debido al conflicto, las obras fueron suspendidas, aunque en la actualidad han retomado su avance a un ritmo mucho menor. En 2012, se reactivó el proyecto para declarar los terrenos como reserva ecológica, pero las autoridades de la UBA se opusieron. Finalmente, en diciembre de 2012 la Legislatura de Buenos Aires aprobó la transformación de las 18 ha en reserva ecológica.

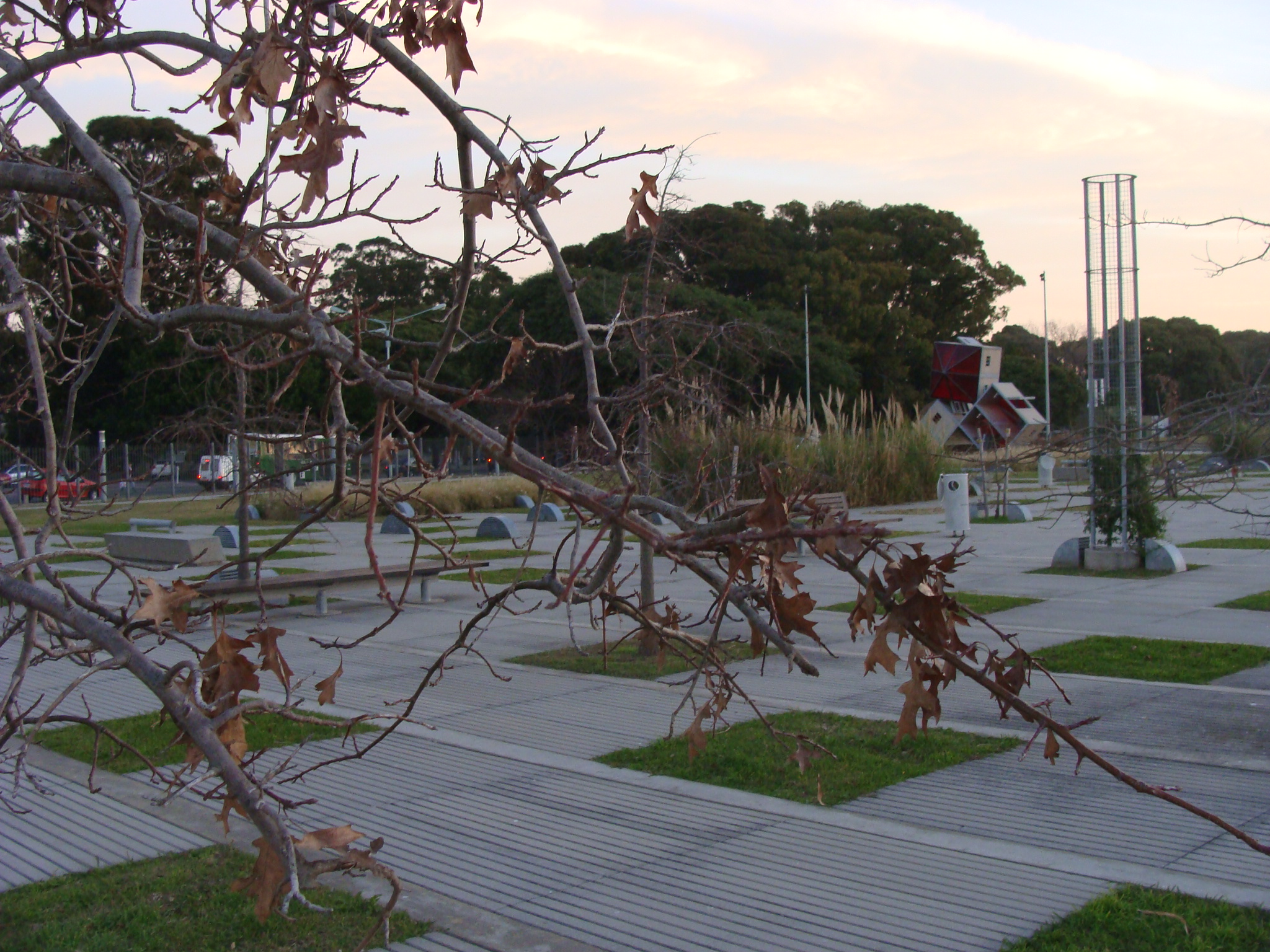
Vista parcial del parque

Detrás de la Ciudad se encuentra el Parque de la Memoria, su construcción fue decidida por la Legislatura de la Ciudad Autónoma de Buenos Aires mediante la ley 46 aprobada el 21 de julio de 1998. El monumento se instaló en homenaje a los detenidos-desaparecidos por el terrorismo de Estado en Argentina entre 1976 y 1983.

## Ocupaciones ilegales

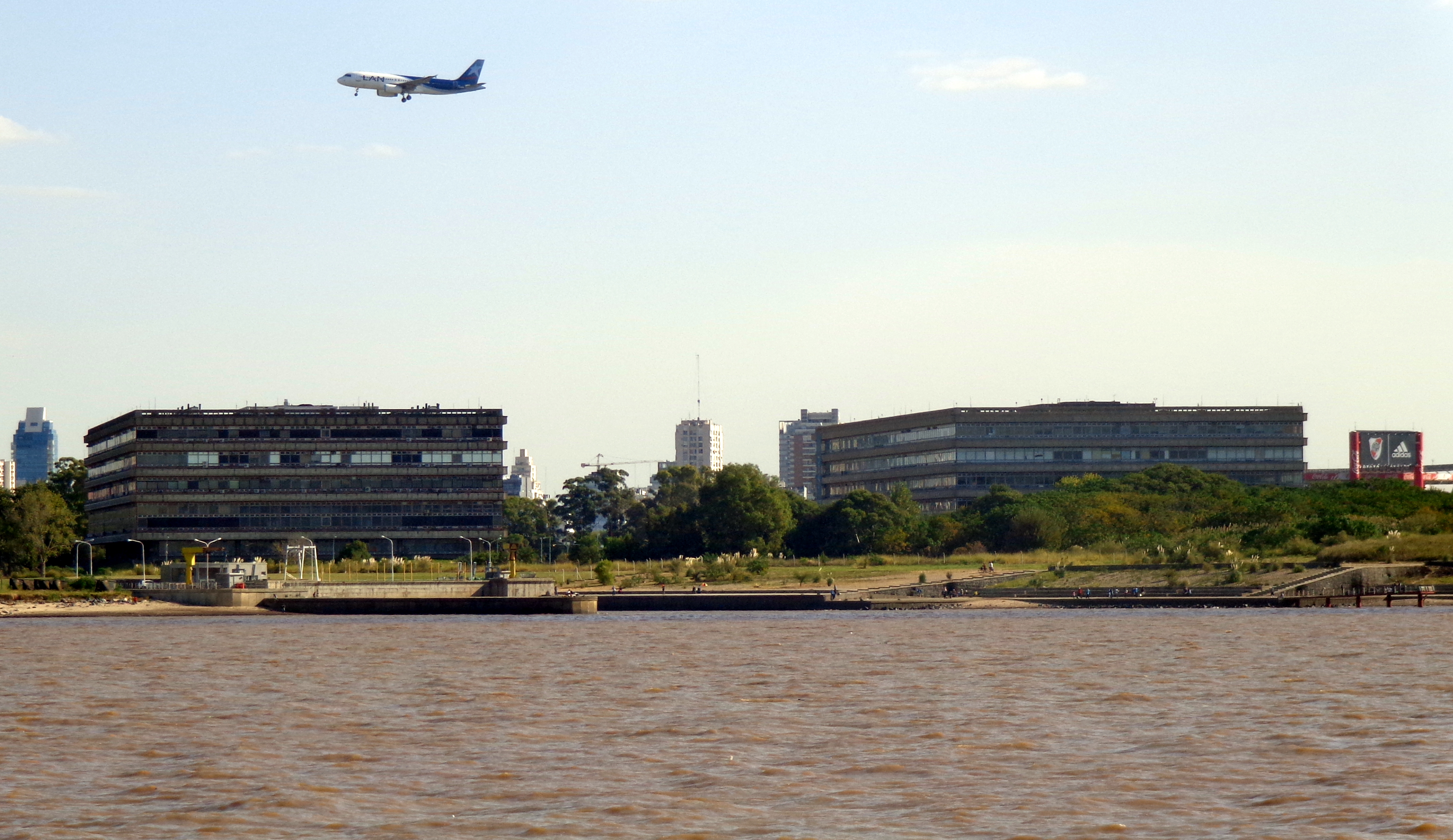
Vista desde el Río de la Plata de Ciudad Universitaria.

A comienzos de la década de 1990, se conformó un asentamiento de la comunidad homosexual llamado "La Aldea" o aldea gay. Rápidamente, la composición del asentamiento comenzó a variar, se incorporaron ocupantes heterosexuales y la aldea fue tomando un aspecto similar al de una villa de emergencia. Llegaron a vivir 100 personas, que fueron desalojadas con gran difusión mediática en julio de 1998, pero se las trasladó de forma precaria a hoteles y hogares del Gobierno de la Ciudad.
El asentamiento se regeneró y volvió a crecer. En 2006 el Gobierno de la Ciudad, en el marco de la construcción del parque natural, brindó viviendas a las 87 familias habitantes, como parte también de un plan de urbanización y erradicación de villas encarado por el Instituto de Vivienda de la Ciudad. Las casillas fueron entonces demolidas y luego incendiadas.
En 2007, un conjunto de naturistas y hippies formó la eco-aldea "Velatropa", un asentamiento de casillas armadas con plástico y barro, buscando desarrollar una comunidad que viviera en contacto con la naturaleza silvestre, en los cimientos abandonados del Pabellón V. Velatropa fue relativamente tolerada por las autoridades de la Universidad de Buenos Aires, y recibida por los medios de comunicación con una mirada más benévola y cierta curiosidad.
Velatropa duró hasta noviembre de 2018. En primer lugar se organizó un desalojo temporal con la excusa de que era necesario por razones de seguridad debido a la Cumbre del G-20 de Buenos Aires, organizada a 7 km del lugar, pero luego se impidió el retorno de los ocupantes en forma definitiva.

## Galería de imágenes

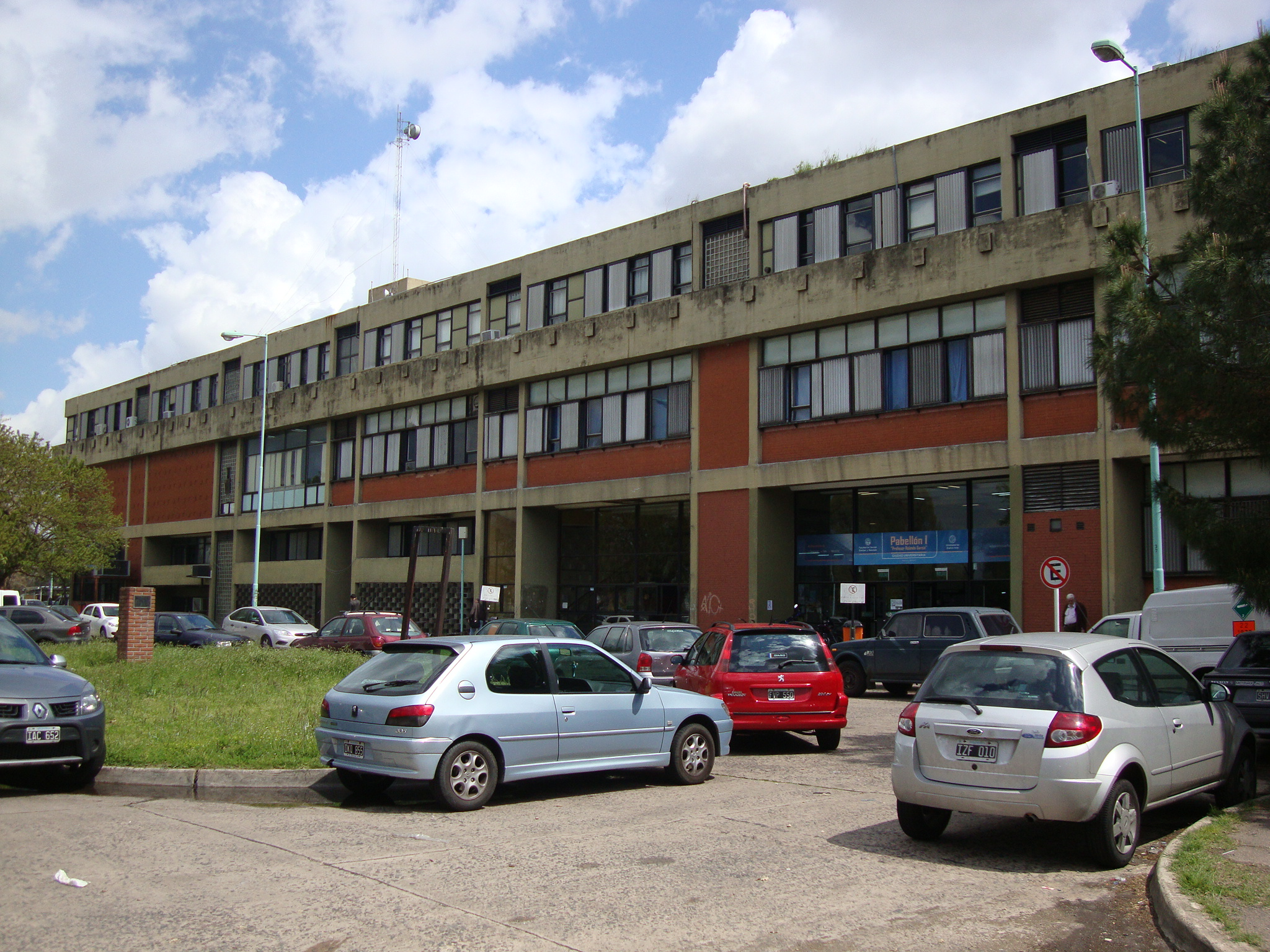
Fachada y acceso del Pabellón I
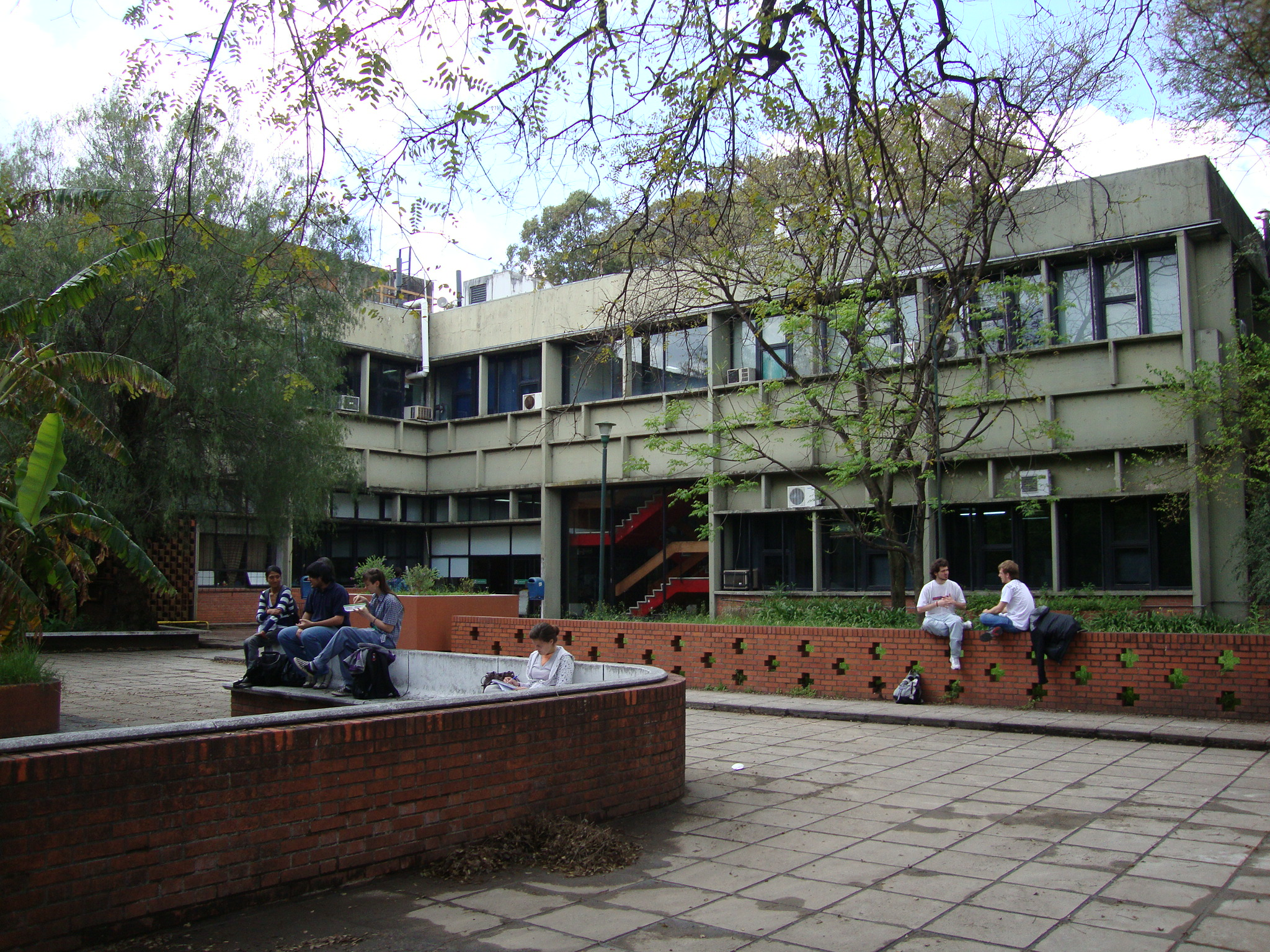
Plaza y entrada del Pabellón de Industrias
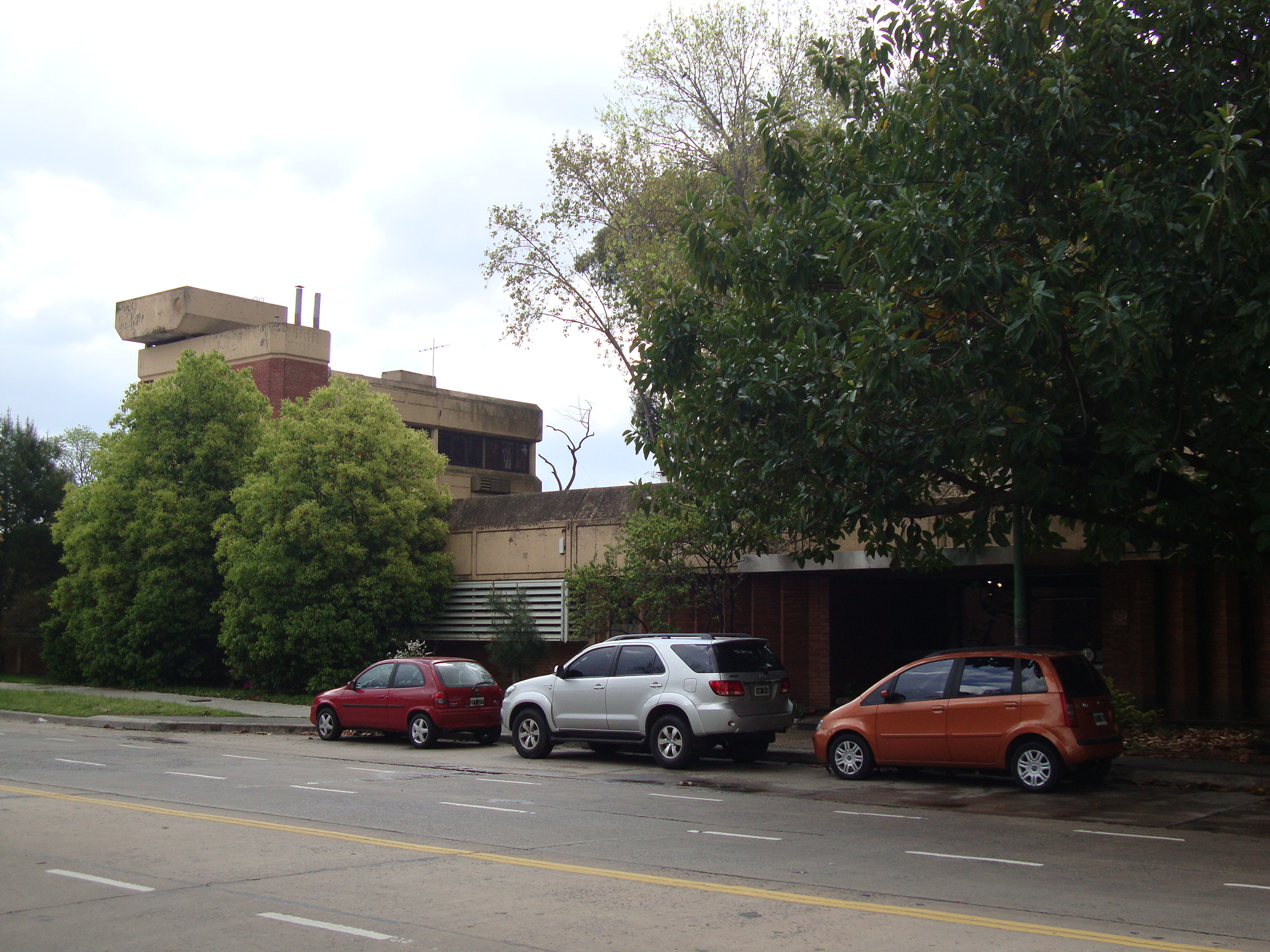
Instituto de Geocronología y Geología Isotópica(INGEIS).
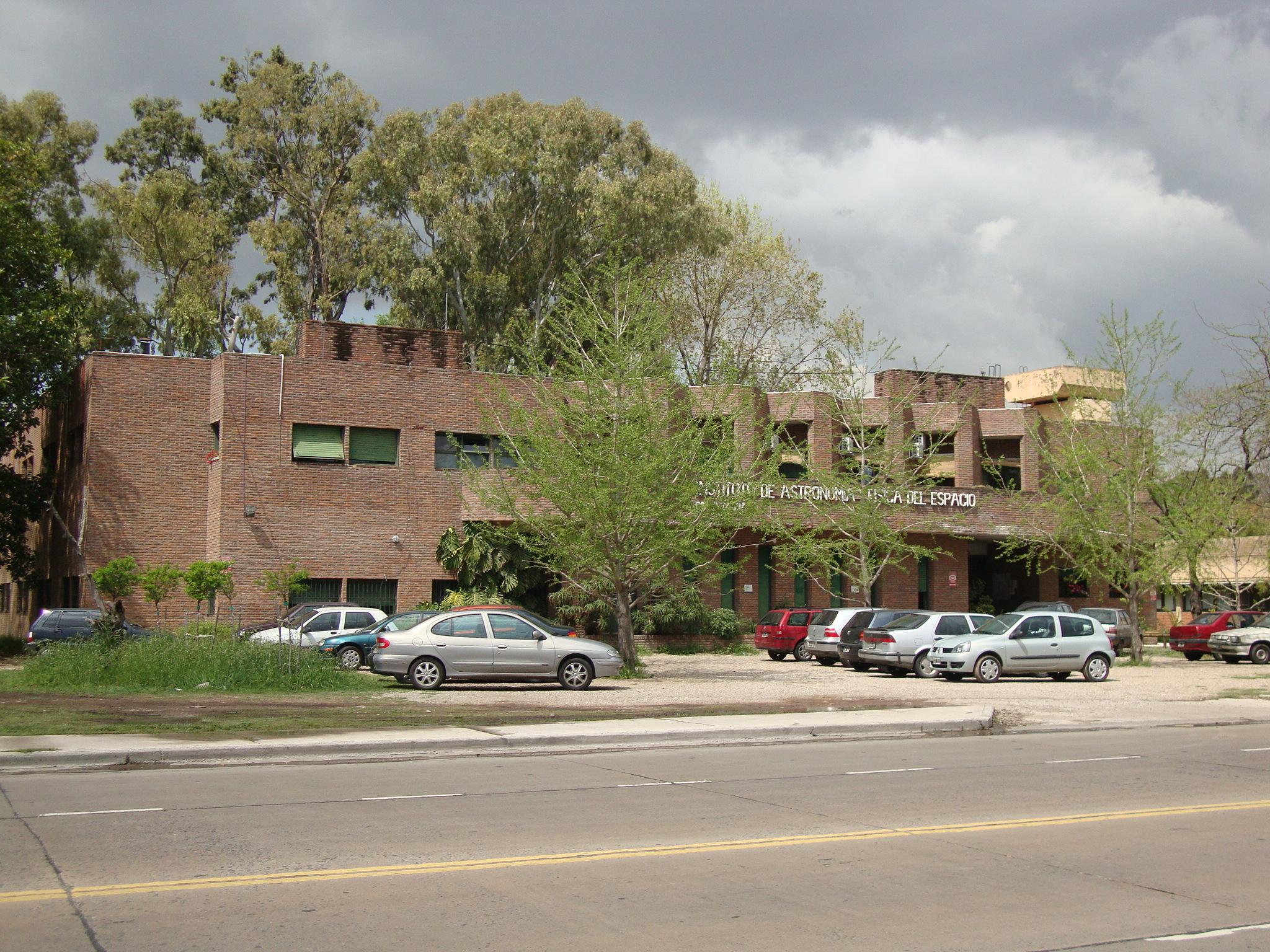
Instituto de Astronomía y Física del Espacio (IAFE)
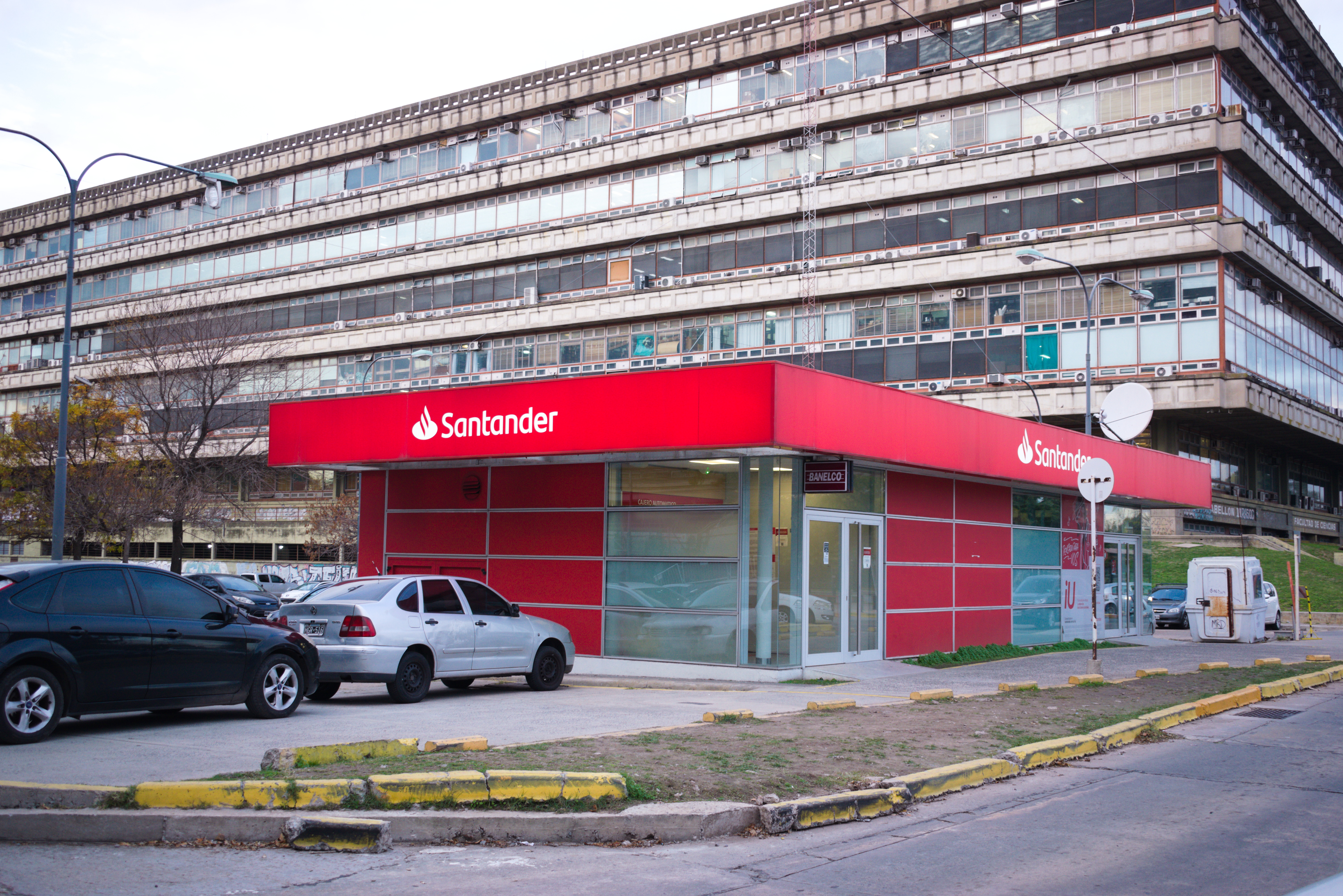
Oficina del Banco Santander entre el Pabellón II y el III

### Pabellón II

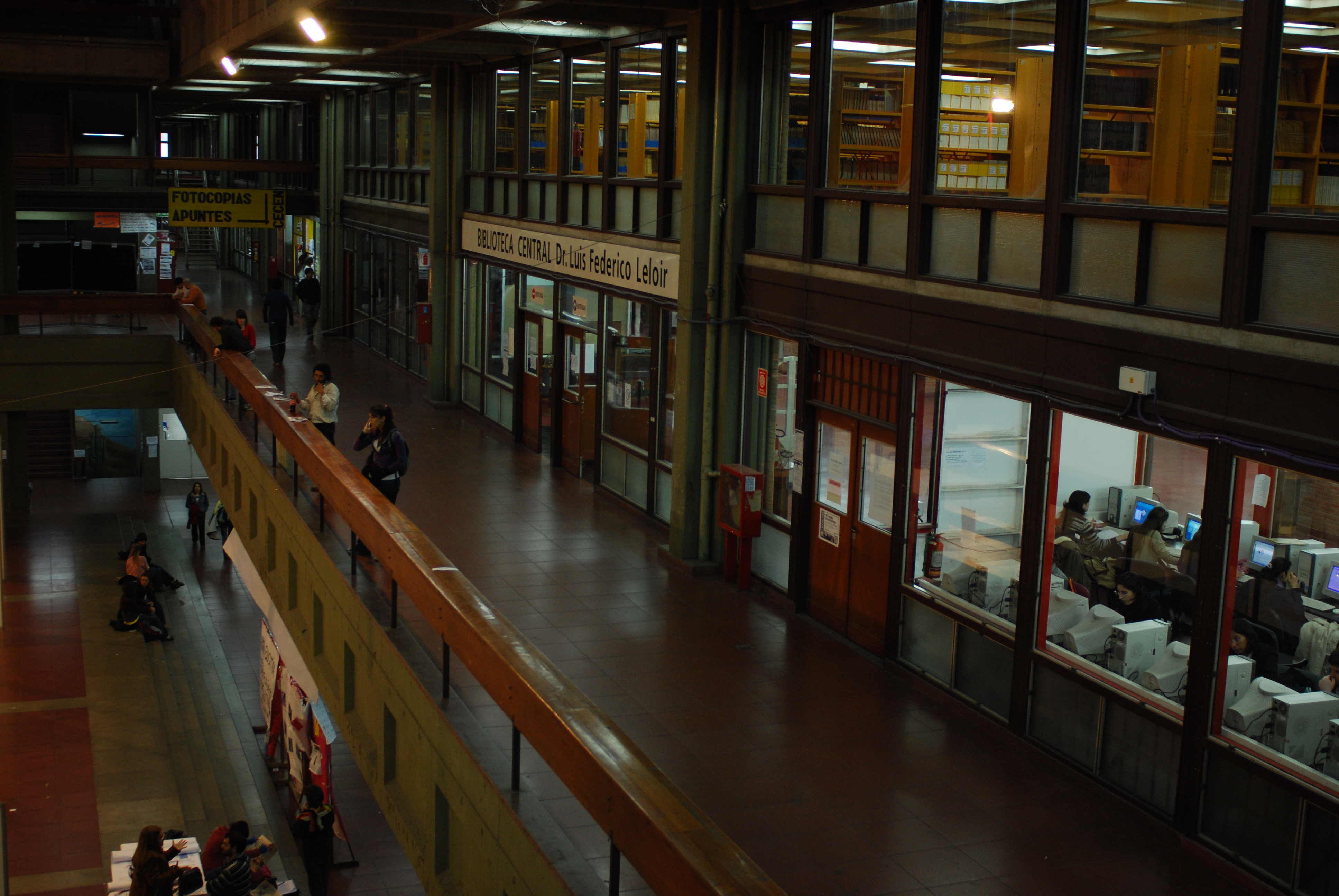
Entrada a la Biblioteca
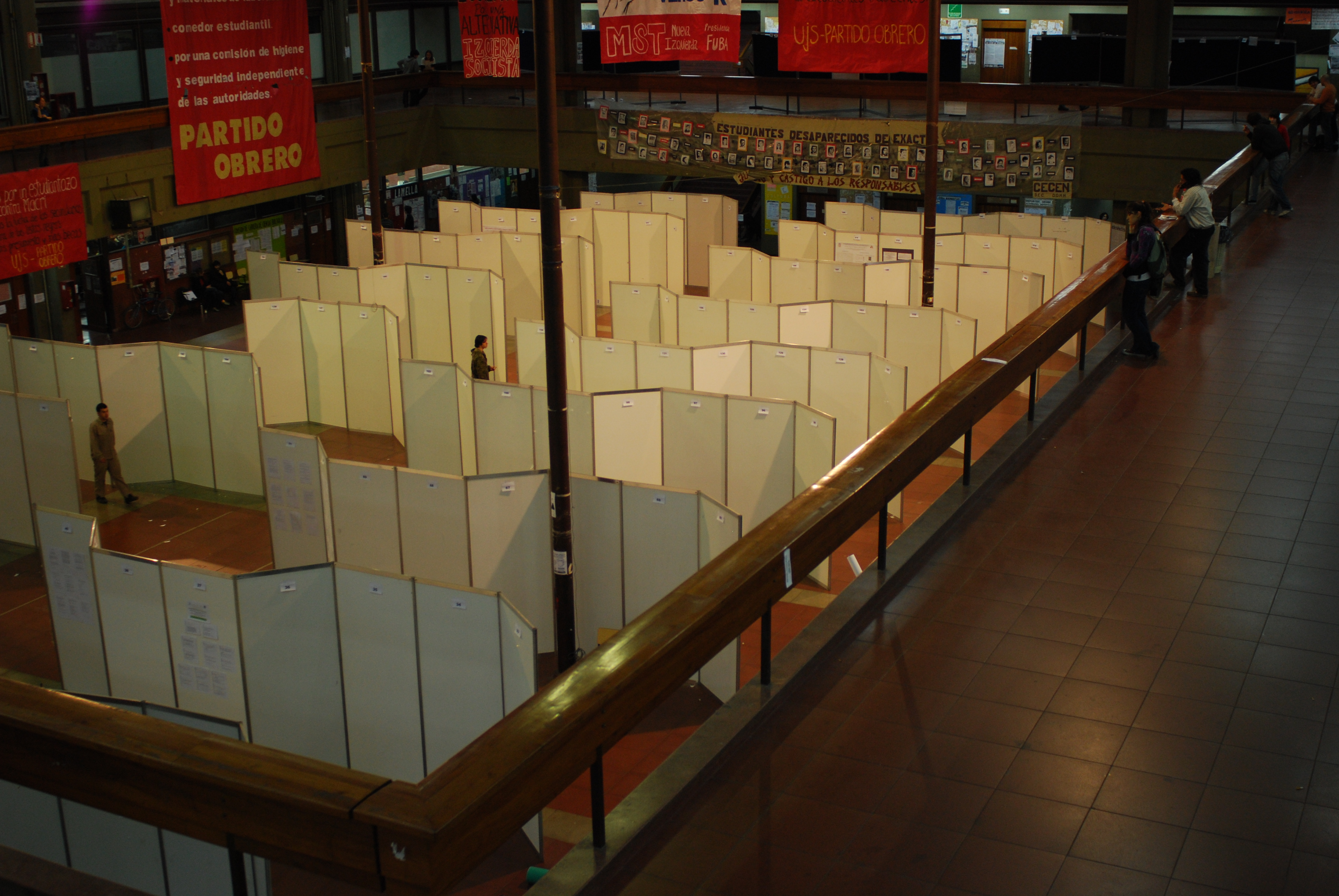
Patio central desde el 1.er piso
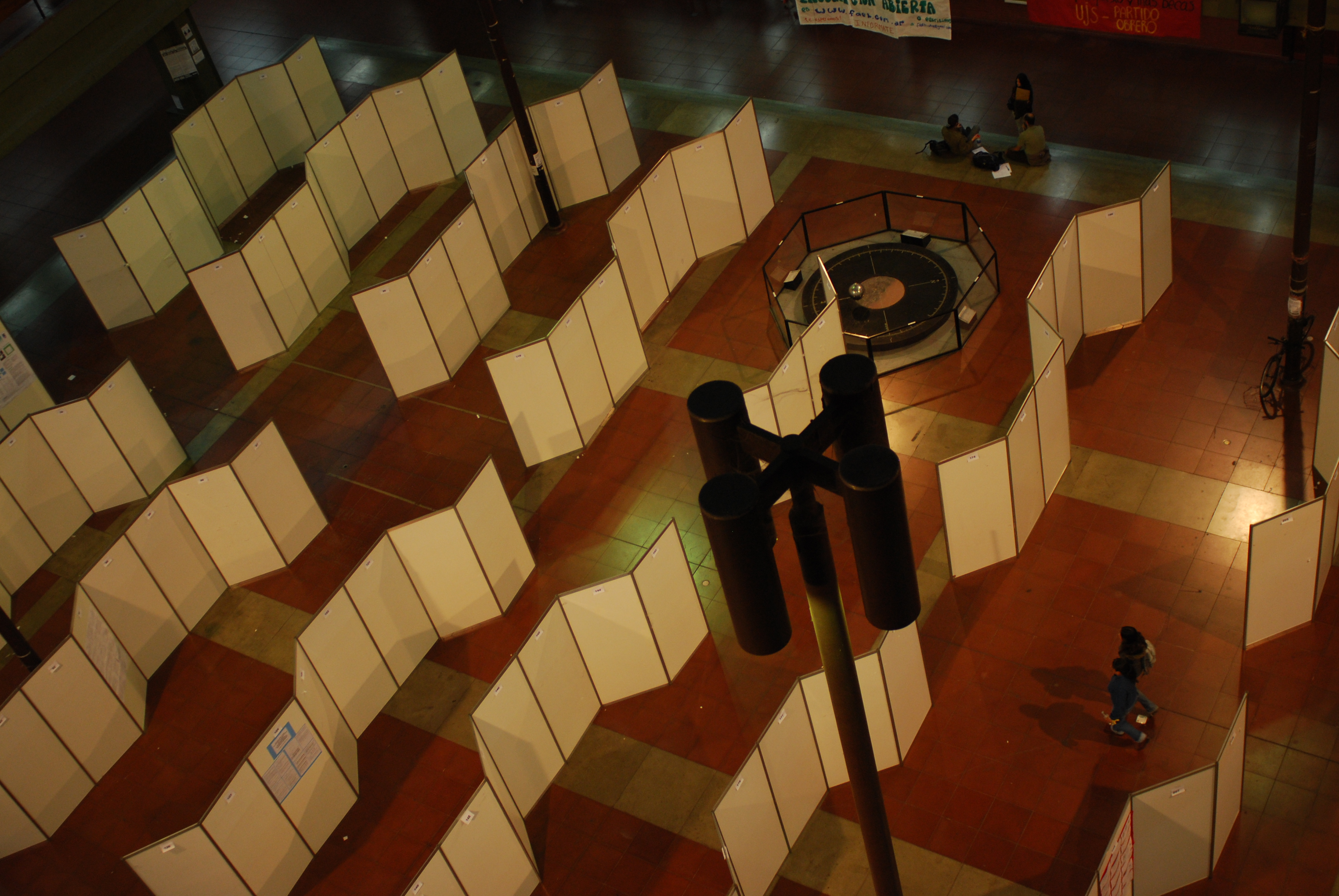
Patio central
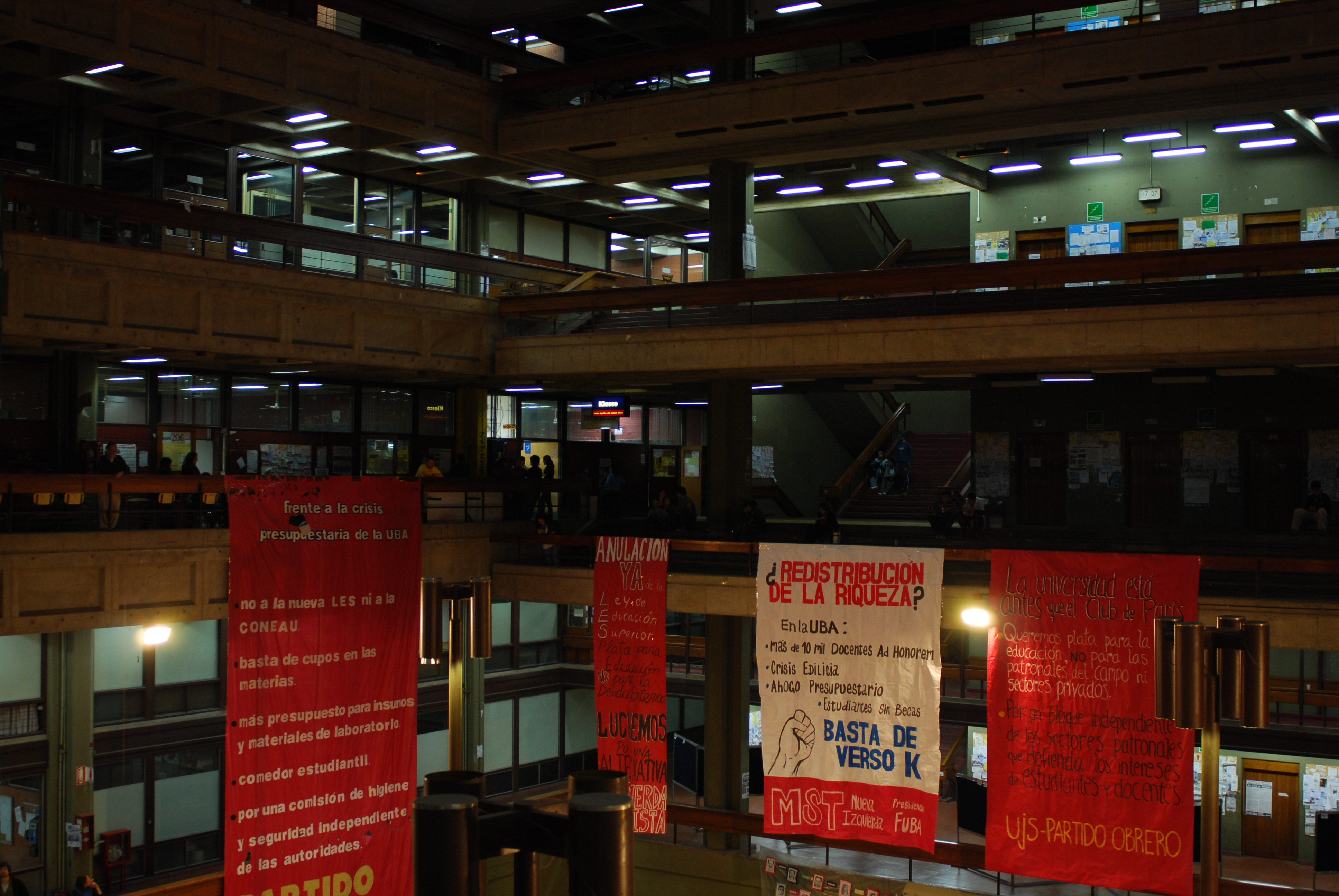
Vista de los distintos pisos
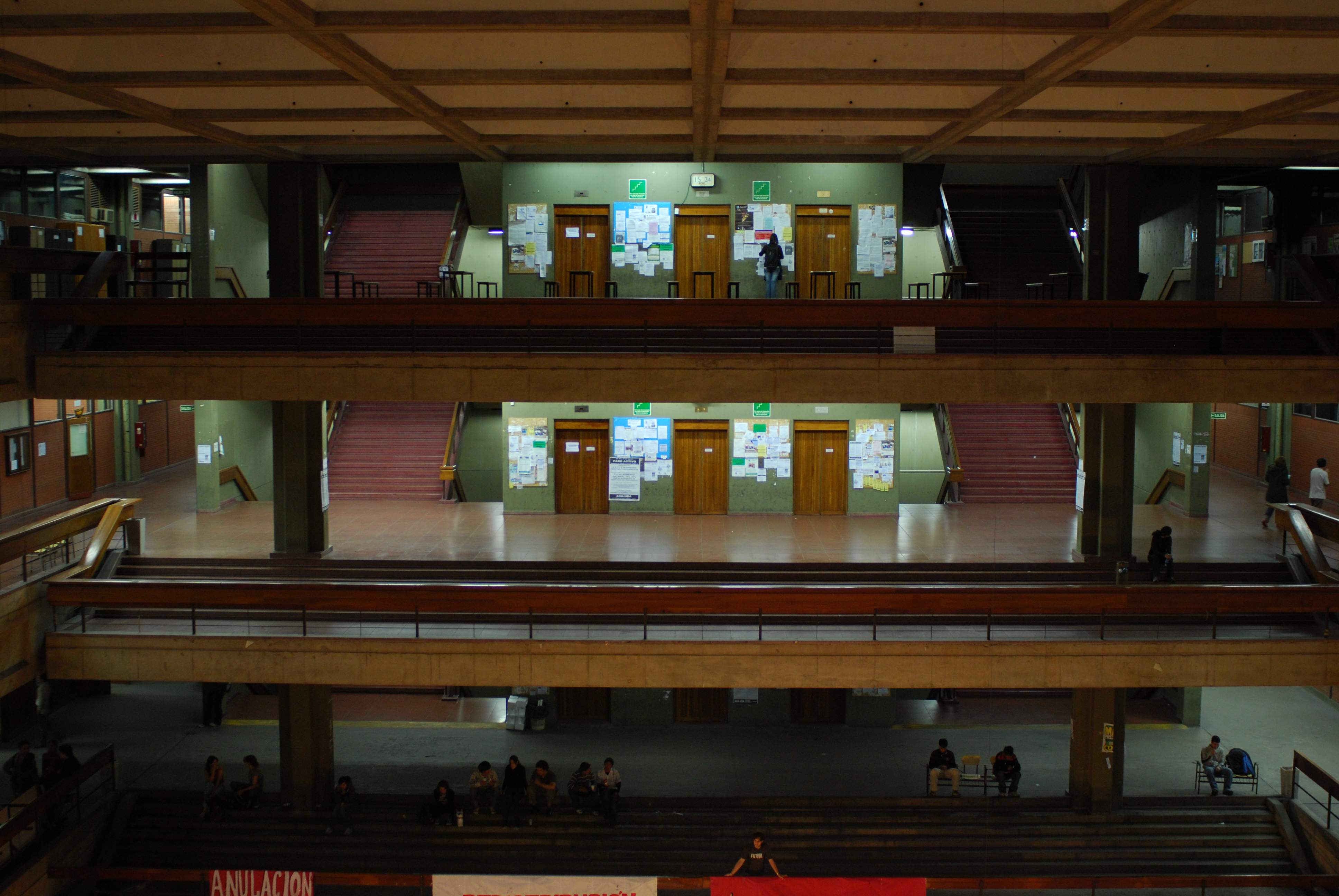
Ascensores en 3.er y 4.º piso

### Pabellón III

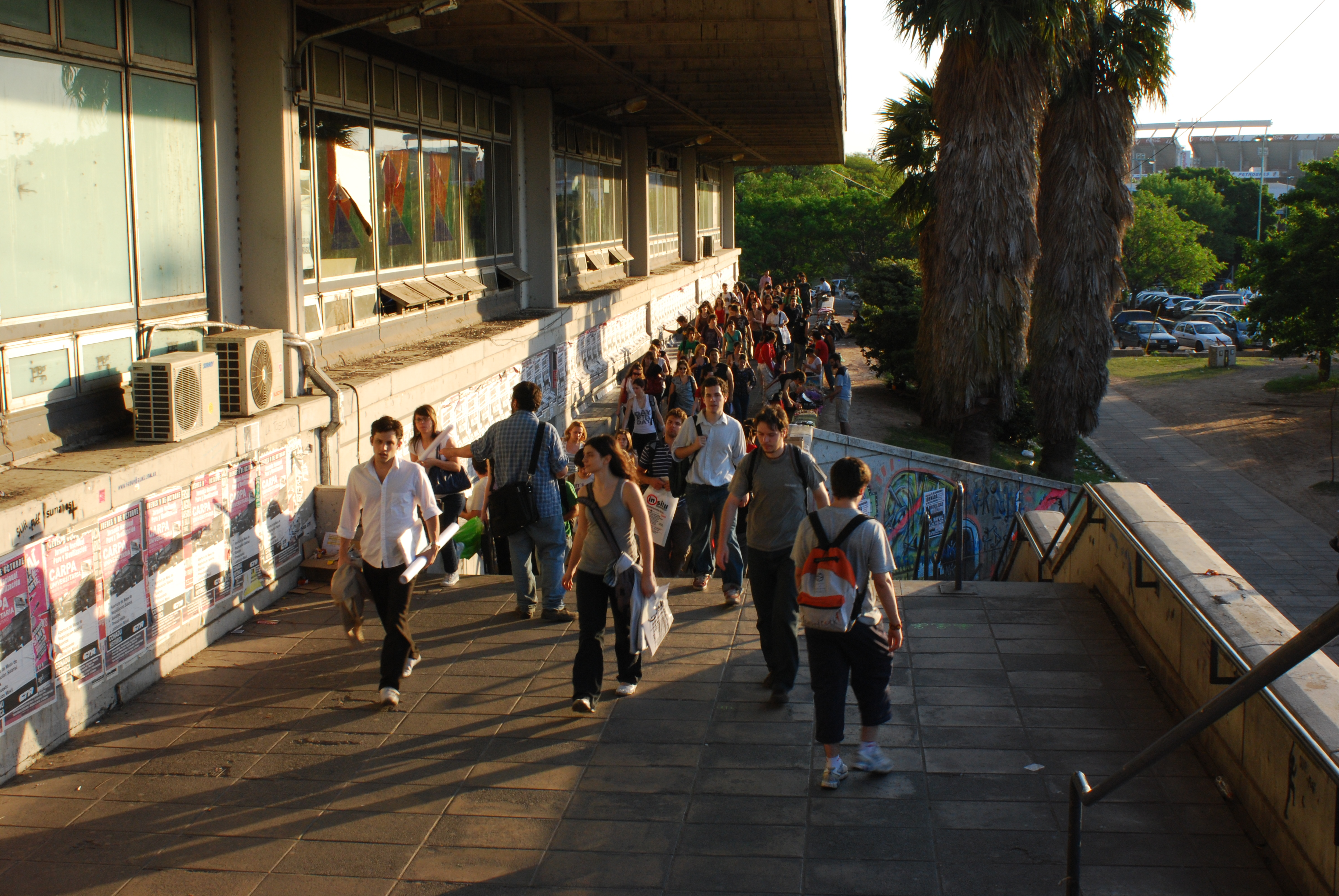
Estudiantes yendo hacia la entrada del pabellón III
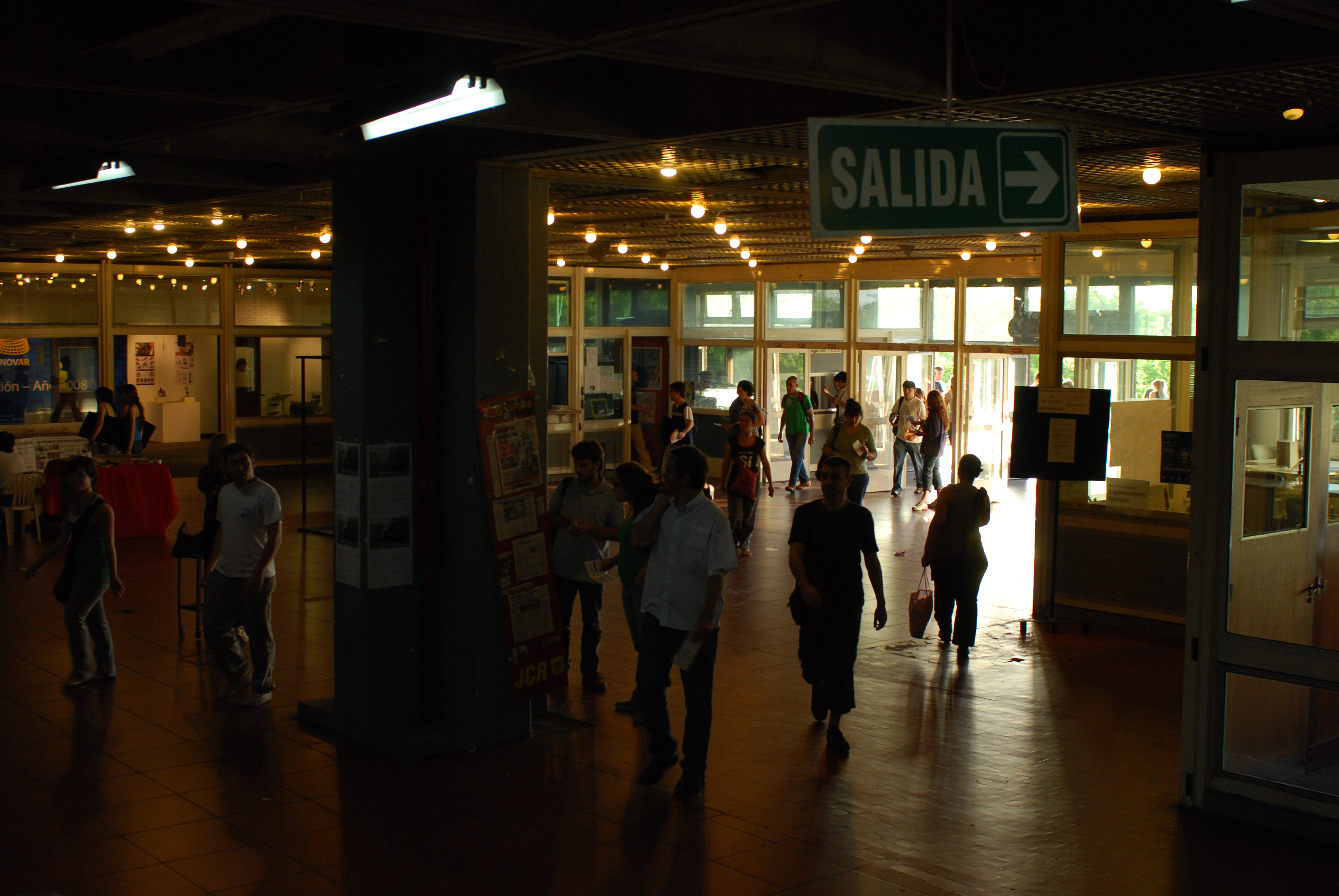
Entrada del pabellón III desde el interior
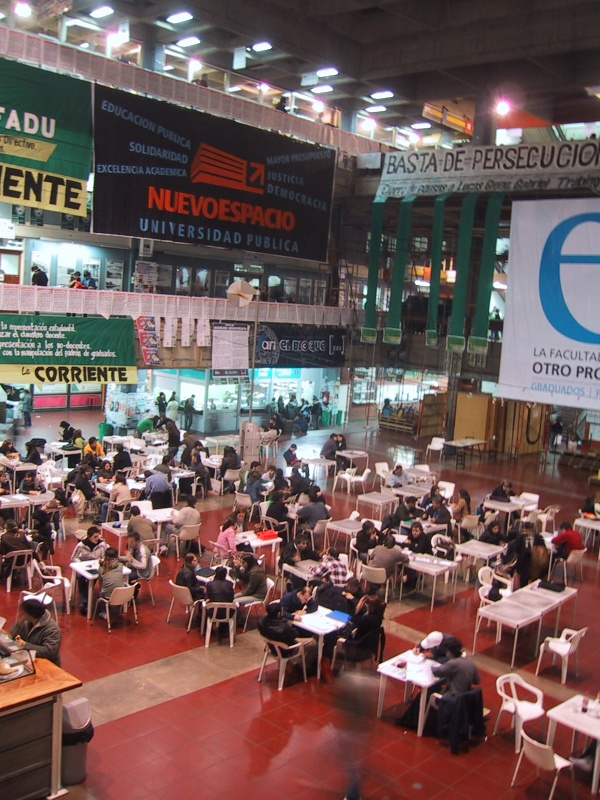
Patio central del Pabellón III
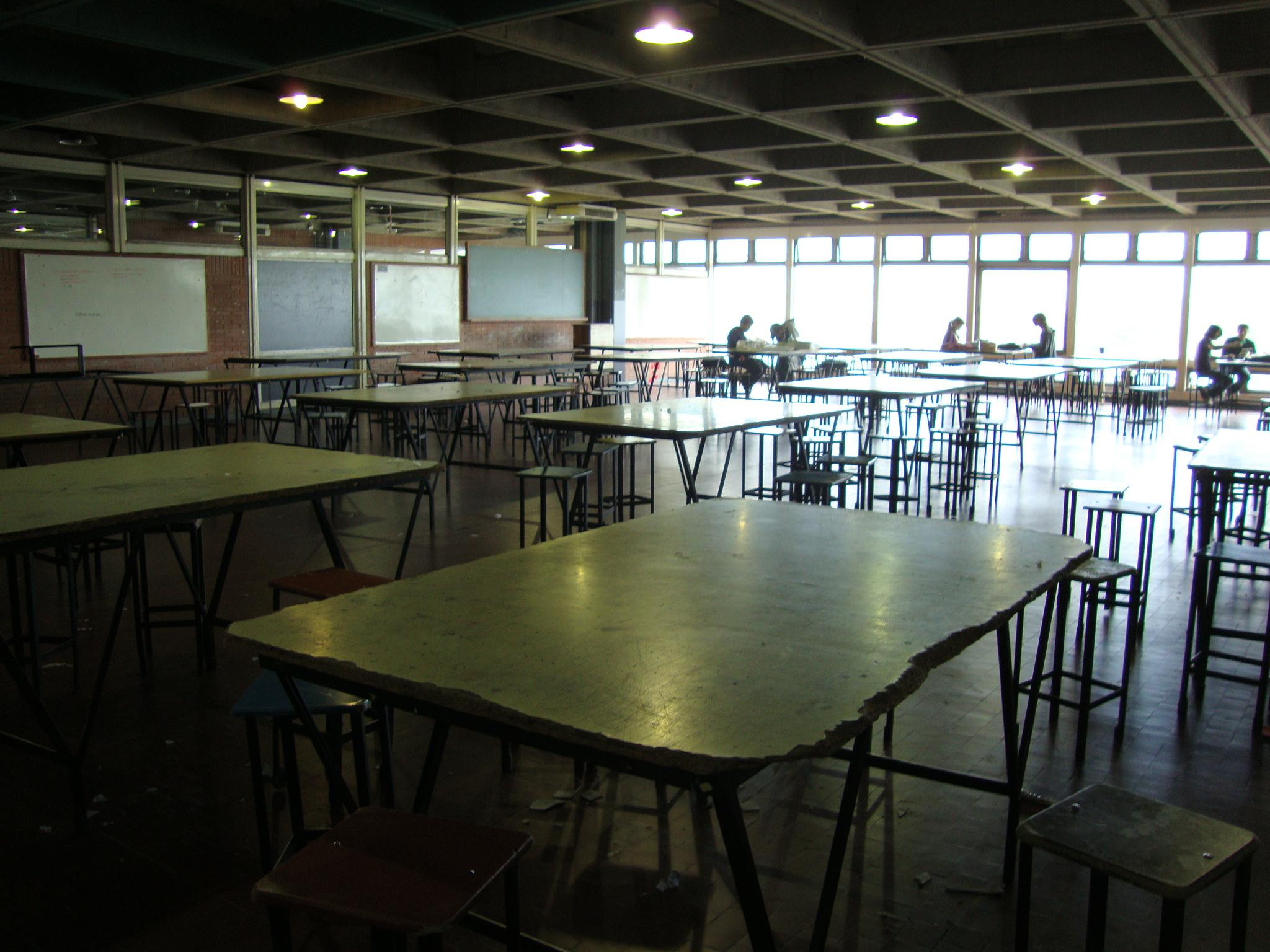
Un aula del segundo piso